# Helene Helming
Maria Theodora Helene Helming (* 6. März 1888 in Ahaus, Westfalen; † 5. Juli 1977 in Coesfeld, Westfalen) war eine deutsche Pädagogin, Professorin, Katholikin und Publizistin. Sie war eine Pionierin der Montessoripädagogik in Deutschland.

## Leben und Wirken
Helene Helming wurde am 6. März 1888 als ältestes von insgesamt 13 Kindern des Arztes Hermann Theodor Helming und seiner Ehefrau Antonia, geb. Berentzen, in Ahaus / Westfalen geboren. Sie besuchte die Canisiusschule der Schwestern der hl. Maria Magdalena Postel in ihrer Heimatstadt. Die Eltern ermöglichten ihr ein Studium, das sie 1908 mit einem Lehrerexamen für mittlere Schulen erfolgreich abschloss. Nach einer zweijährigen Lehrtätigkeit an der Canisiusschule in Ahaus studierte Helene Helming Germanistik, Englisch und Geschichte an den Universitäten in Münster und Berlin. Danach war sie zunächst für zwei Jahre Lehrerin in Berlin, ab 1919 in Köln. Weitere zwei Jahre später wechselte sie als Direktorin an eine Aachener Mädchenmittelschule. Ab 1923 leitete sie das Fröbel-Seminar der Stadt Aachen.
Über ihr Interesse an der Erziehung von Kleinkindern kam Helming in Kontakt mit der Montessoripädagogik und nahm im Winter 1927/1928 in Berlin an einem von Maria Montessori selbst geleiteten Lehrgang teil. Von dem Konzept begeistert, richtete sie eine dem Aachener Fröbel-Seminar angegliederte Montessori-Gruppe ein. Aus dieser Gruppe entwickelte sich später schließlich eine eigenständige Montessorischule. 1930 erwarb sie in Rom das Internationale Montessori-Diplom.
1935 wurde Helming durch die Nationalsozialisten von ihrem Amte als Schuldirektorin entfernt. Die Begründung war, dass die von ihr vertretene und praktizierte Pädagogik mit den nationalsozialistischen Ideen unvereinbar seien. Im Jahre 1938 gab sie eine vom christlichen Glauben geprägte Publikation heraus, die sich an die junge christliche Familie wandte:
„Im Buche blätternd, findest du dann Beiträge verschiedener Art, die zu Ehe und Familie, Kindesdasein und Erziehung, Haus, Garten und anderem zugehörigen Ding ihr Wort geben. Ehe und Familie sind eine Wirklichkeit, die erst in Tagen und Jahren gelebt, in Heimat und Volk eingefügt, von Mann und Frau gewußt, in Innewerdung und Verzicht erfahren, in Glaube angenommen, uns ihr Wesen offenbaren, ohne daß wir es, solange wir leben, umfassen könnten. Die nicht systematisch sich schließende, sondern vielfache Erfahrung aussprechende Art dieses Buches empfängt daraus ihren Sinn.“
Nach der Kapitulation des „Dritten Reiches“ wurde Helming 1946 zur Professorin und Direktorin der neu gegründeten Pädagogische Akademie in Essen-Kupferdreh ernannt. 1954 ging sie in Pension. Den Ruhestand nutzte sie für die Publikation und Bearbeitung verschiedener Werke zur Montessoripädagogik sowie der religiösen Erziehung von Kindern (siehe Literaturverzeichnis). 

## Auszeichnungen
- Päpstliches Ehrenzeichen  Pro Ecclesia et Pontifice
- Bundesverdienstkreuz

## Schriften
in der Reihenfolge des Erscheinens
- Der Weinstock. Buch der jungen christlichen Familie. Herder Verlag, Freiburg 1938, 3. Auflage 1941.
- Die häusliche Vorbereitung der Kinder auf die heilige Eucharistie. Herder Verlag, Freiburg 1951.
- Maria Montessori: Kinder sind anders. Für die deutsche Ausgabe bearbeitet und herausgegeben von Helene Helming. Klett, Stuttgart 1952; 13. Aufl.: Deutscher Taschenbuch-Verlag 1998, ISBN 3-423-36047-X; 14., durchgesehene Aufl.: Klett-Cotta, Stuttgart 2009, ISBN 978-3-608-94535-5.
- mit Maria Montessori: Gott und das Kind. Arbeitsgemeinschaft für Montessori-Pädagogik, Köln 1956.
- Montessori-Pädagogik. Ein moderner Bildungsweg in konkreter Darstellung. Herder Verlag, Freiburg 1958; 17. Aufl. 2002, ISBN 3-451-26770-5.
- mit Maria Wachendorf: Der religionspädagogische Auftrag der Kindergärtnerin. Ein Handbuch für die religionspädagogische Arbeit der Kindergärtnerin, mit Vorschlag eines Lehrplanes für Fachschulen. Patmos-Verlag, Düsseldorf 1963.
- mit Maria Montessori: Kinder, die in der Kirche leben. Herder Verlag, Freiburg 1964.